# 信濃村上氏
信濃村上氏（しなのむらかみし）は、戦国時代の村上義清に代表される河内源氏の庶流村上氏の嫡流を指す。

## 出自
村上氏の初代から為国までは諸説あり、はっきりとは確定していない。
最初に村上姓を称したのは、『尊卑分脈』では源頼信の孫にあたる源仲宗とされる。しかし、その父・源頼清とする説（信濃村上氏の菩提寺である村上山満泉寺に伝わる系図）や仲宗の子顕清や盛清とする説がある。村上を名乗ったことが確実なのは、盛清と顕清の子宗清・為国からである。
この時期の系譜
- 源頼信 - 源頼清 - 源仲宗 - 源顕清（または源盛清）

仲宗の後は、嫡男惟清が下記の呪詛事件で廃嫡となり、惟清の養子として盛清が継いだとする説と、次子顕清が継いだとする説がある。

### 信濃との関係
藤原宗忠の『中右記』によると、仲宗は息子たちと共に白河上皇に仕えていたが、寛治8年(1094年)8月17日、嫡男惟清が上皇を呪詛したとして伊豆大島に配流となり、その父や弟にも処分が下った。
- 父の仲宗　周防国に配流
- 弟の顕清　越前国に配流
- 弟の仲清　阿波国に配流
- 弟の盛清　信濃国に配流

このとき盛清の配流先が更級郡村上郷だったとされており、顕清にも後に村上郷に住したとする説がある。

### 村上姓の由来
村上姓の由来については、信濃国更級郡村上郷の地名からとされる。盛清や顕清から村上姓となったとする説の根拠であり、その父仲宗からの姓だとしても、上皇への呪詛が発覚する前に仲宗は信濃に所領を有しており、それが村上郷だったのではないかとされる。これは、越前に配流された顕清が後に村上郷に移ったとする説（子が村上姓となっている）があるように、仲宗の一族にとって村上郷が縁のある場所だったのではと考えられるからである。
源頼清からとする説では、村上天皇の第四皇子為平親王が村上姓を賜り、その子源憲定（村上憲定）の娘婿に源頼清がなったことが由来とされる。ただし、この説は十分な確証を得られていない。

### 信濃村上氏 (満快流)
源満快の曾孫で信濃国司（守）に叙任された源為公の子、源為邦（村上為邦、村上源判官代を号す）は頼清流村上氏からの養子であり、夏目氏などの祖となった。

## 平安時代

### 保元・平治の乱
越前に配流になっていた顕清の次男村上為国（崇徳院判官代、『尊卑分脈』では「号 村上判官代」）とその子信国と基国（高陽院判官代、「号 村上判官代」）が、保元元年（1156年）の保元の乱で崇徳上皇に味方し参加。敗戦し囚われたのち、兄弟の生母（為国の妻）が、後白河天皇の側近藤原通憲（信西）の娘であることを理由に赦免された（一説に基国は後白河天皇方で、父の助命を求めたともいう）。平治の乱（1159年）では藤原通憲（信西）方につき勝利する。
なお、為国は叔父の村上盛清の養子となっているが、顕清の後を継いだ兄の宗清も「村上蔵人」を称している（『尊卑分脈』）ことから、養子以前（父の顕清や祖父の仲宗の代）から村上姓になっていたと考えられる。為国の弟・盛国は八条院判官代となり筑摩郡波多郷に拠って「波多判官代」を号した。
この時期の系譜
- 仲宗 - 顕清 - 為国
- 仲宗 - 盛清 ＝ 為国 - 信国

### 治承・寿永の乱
その後の為国親子は、信濃国の木曽地方で挙兵した源義仲軍に参加し、義仲とともに寿永2年（1183年）7月28日に上洛した。しかし、義仲と後白河法皇が対立すると法皇方に味方し、多田行綱の指揮下で水島の戦いから帰京した義仲軍と11月19日に法住寺合戦で戦うが敗戦。基国が戦死し信濃へ帰国。源頼朝が後白河法皇の院宣に従い、源義仲討伐の軍を起こすとそれに参加。その後の平家追討にも参加し、源義経に属して一ノ谷の戦いで活躍した記録が残る。『吾妻鏡』文治元年（1185年）11月10日条では、村上経伊が義経の与党藤原時実を京都で捕えている。

## 鎌倉時代

### 鎌倉時代の村上氏の立場
同じ河内源氏出自で平家追討に功績があったものの、源頼義・源義家父子の系統ではないため守護などへの登用はなく、一御家人という地位に甘んじることになった。『吾妻鏡』建久元年（1190年）11月7日条では、源頼朝上洛の際に随兵として、村上左衛門尉頼時、村上右馬允経業、村上判官代基国らの名が見られる。
鎌倉幕府の実権が北条氏の手に移ると、北条氏と血縁や姻戚関係のない村上氏は鎌倉幕府の中枢からは忘れられていった。しかし、建治元年（1275年）5月六条八幡新宮の造営費用が全国の御家人に求められると、信濃国に住む村上判官代跡（村上基国の後裔？）が5貫文、村上馬介（村上経業の後裔？）が5貫文、庶流の波多判官代跡（村上盛国の後裔）が4貫文、同じく庶流の出浦氏（村上成国の後裔）が3貫文を納めた。
その間、村上氏は下記のように家督を相続していった。
- 村上為国 - 信国 - 安信 - 信村 - 胤信 - 信泰

### 鎌倉幕府倒幕と村上氏
鎌倉時代末期の村上氏の当主村上信泰は、祖先が承久の乱に参陣しなかったことが響いて、幕府内では忘れ去られた存在であったとされる。歴代の村上氏は鎌倉幕府に対して恩顧の意識はなく、逆にその勢力を認めない幕府に対して不満を募らせていたと思われる。一族の村上義日は、元弘元年（1331年）の元弘の乱が起こると、後醍醐天皇皇子の護良親王に従い、元弘3年/正慶2年閏2月1日（1333年3月17日）に吉野城の戦いで、次男の義隆と共に戦死した（『尊卑分脈』）。義日は『尊卑分脈』の簡潔な記述以外はほとんど確たる情報がないが、軍記物語『太平記』では義日をモデルにしたと思われる「村上義光」という人物が登場する。「村上義光」は、護良に従って十津川、吉野、高野山などを転戦して2年にわたり幕府軍と戦い続け、元弘3年（1333年）幕府軍に追われ吉野から逃亡する際には、護良親王の身代わりとなって腹を切り、子の義隆も、同じく吉野でしんがりをつとめて討ち死にしたと描写される。明治時代に神格化され、鎌倉宮村上社の主祭神となった。

### 建武の新政と村上氏
義光・義隆父子の後は、信泰の子で義光の弟である村上信貞が家督を相続し、義光親子の功績などもあり信濃国での権益と勢力を建武の新政下で一定の枠内で認められ、「信濃惣大将」と称せられるようになった。建武2年（1335年）に諏訪氏や仁科氏などが北条高時の遺児北条時行を奉じて挙兵した（中先代の乱）の際には、信貞は乱鎮圧のため京から下向して信濃国各所に出兵し、事実上鎮圧軍の主力として北条与党の豪族たちと交戦した。

## 南北朝時代

### 南北朝争乱と村上氏
足利尊氏が天皇に謀反を起こすと、朝廷は東海・東山両道に官軍を発向し、村上信貞は箱根・竹ノ下の戦いにおいて尊氏の弟足利直義軍に加わって新田義貞軍の鎌倉進軍を阻止し（『太平記』）、延元2年/建武4年（1337年）には越前国金ヶ崎城で村上信貞、村上房義らが義貞軍と交戦し、これらの戦功により小県郡塩田庄を宛がわれた。それ以降、信濃守護職に補任された小笠原貞宗とともに、信濃国内の北条与党の討伐に邁進（）した。北条時行とその与党が後に南朝方となることから、北朝よりの立場で信濃国での勢力拡大と地位向上を目指していた。
惣領家である信濃村上氏は次第に北朝方に近い位置に移動していったが、村上氏がすべて北朝方であったわけではなかった。前述の村上義光、義隆父子の系統である村上義光の子で義隆の弟、もしくは義隆の子とされる村上義武、その子、村上義弘は南朝方について活動していた。それが村上水軍と後に言われる勢力である。
伊予国を中心に瀬戸内海に活動した村上氏は、源仲宗の時代に、伊予守になった伯父、源頼義に従って伊予に下向した時期があり、後に、前述の白河上皇呪詛の事件があり、どちらも瀬戸内海に面している周防、阿波に流され水軍と深い関係を結んだ。その孫にあたる村上定国(前述の村上為国の弟)が治承・寿永の乱の際に、再び関係を持ち、村上水軍の初代となったとされる。その村上水軍を味方にするために後醍醐天皇ら南朝首脳は村上義武を派遣し、その子、義弘が水軍の村上氏を相続したとされる。
この時期の村上氏は、信濃では北朝方、瀬戸内海では南朝方として活動していたことになる。畿内では村上貞頼が正平10年（1355年）に平等院の末寺善縁寺の下司職を務め、その子孫の村上正貞が幕府の推挙で鎌倉府の寺奉行を務めている。

## 室町時代

### 幕府との対立
村上信貞の後は、その子村上師国、そして師国の子村上満信と系譜がつながり、師国・満信父子は、村上氏の勢力と権益を認めず守護職に補任しない室町幕府に対して不信感を持ち、幕府が補任した守護を排斥する動きを見せた。加えて室町幕府は村上氏の持つ「信州惣大将」の地位を軽視し続けたために、村上氏は反守護的な国人衆の代表格として認識されるようになる。
幕府はそれに対して、幕府の重臣であり足利一門で実力者の斯波義将を信濃守護に補任して、村上氏らの動きを抑え込もうとした。至徳4年（1387年）、村上師国は斯波氏の守護代二宮氏の軍と信濃国北部の各所で戦い、斯波氏も村上氏の抵抗を抑え込むことはできずに終わった。
師国の子・村上満信の代にも、信濃守護に補任された小笠原長秀が率いる守護軍と村上満信を始めとする国人勢力（大文字一揆）が篠ノ井で激突し、小笠原勢は撃滅され長秀は京都に逃亡し、守護を罷免されている（大塔合戦）。その後、幕府は代官として細川慈忠を派遣し、満信ら国人勢力の反乱は鎮圧されたが、村上氏は国人の盟主として一定の役割を果した。
一族には入山氏や屋代氏、小野沢氏、山田氏、今里氏、栗田氏、千田氏、出浦氏、寄合氏の所領は更級郡、埴科郡と水内郡の一部でその間には配下の領地もあって一円支配とはなっていない。他には建武2年（1335年）の恩賞で得た塩田荘12郷で信濃守護の威令が及ばなくなると自領の拡大を図る活動が見られる。享徳3年（1454年）坂木郷は諏訪上社頭役を務めているが当主村上政清ではなく代官である。寛正5年（1464年）にも頭役が割り当てられ代官を謹仕させ同じ頃に政清は他で弓矢の争いをしている記録がある。

### 村上氏の衰退？
応永23年（1416年）「上杉禅秀の乱」が起こると、小笠原政康が中心になって一族・国人衆を率いて信濃国の防禦を固めた。この乱を契機として信濃国内の軍事指揮権を掌握した小笠原政康は幕府にその実力を認められ、12月に信濃守護職に任命されて力をつけていった。その結果、相対的に村上氏の勢力は弱まり始めた。
満信以降、村上中務大輔という者が反守護の中心となる。系譜上で中務大輔という人物を特定できないが、村上持清の可能性がある。その村上中務大輔を中心とする反守護軍と永享5年（1433年）3月に守護小笠原政康軍と合戦におよび、村上氏は鎌倉公方足利持氏に加勢を求めた記録があり、持氏は出兵を決断するが関東管領上杉憲実の諫止（）により沙汰止みとなった。そのためか、村上中務大輔はその後、史料にみえない。推測でしかないが、この戦いの結果、援軍を得られなかった村上中務大輔は滅亡もしくは衰退したのではないだろうか。また、援軍を求めるようになった背景には村上氏の衰退と小笠原氏の台頭があったことが推測される。

### 村上頼清と関東の戦乱
村上中務大輔にかわり史上に現れるのは、氏祖の源頼清と同じ名を持った村上頼清で永享9年（1437年）に自ら将軍足利義教に出仕した記録がある。
前述の足利持氏と上杉憲実が前記の件から次第に関係がこじれて、ついに永享10年（1438年）8月、永享の乱が勃発する。永享の乱は上杉憲実に室町幕府が加担したために短期間で終わった。しかし、その持氏の遺児を擁して関東の雄、結城氏朝が挙兵し、永享12年（1440年）3月、結城合戦が起こると、村上氏をはじめ信濃国の有力国人たちも守護小笠原政康に従い出陣している。
この時代の村上氏の系譜
- 村上信泰 - 信貞 - 師国 - 満信 - 中務大輔（持清？）→村上頼清

### 村上氏の系図の混乱
中務大輔もはっきりと満信の子であるとはわからないし、実名も不明で推測で村上持清のことではないかとしたが定かではない。頼清に関しても史料的に確認が取れない。頼清に関しては村上信貞の弟、村上義国の子とする説、村上信貞の兄、村上国信の子、村上国清の子とする説。村上持清の子とする説。村上満信の弟、村上満清の子とする説など多数あるが確定を見ていない。義国については優良な史料では存在の確認が取れていない。また、持清の子には成清という子以外は史料にみえない。満信の弟に関しても優良な史料には記載がない。それぞれに問題点をはらんでおり、この時期、村上氏の存在意義およびその勢力が衰退していたことを傍証している。
諸説一覧
- 村上信泰 - 義国 - 頼清
- 村上信泰 - 国信 - 国清 - 頼清
- 村上信泰 - 信貞 - 師国 - 満信 - 持清 - 頼清
- 村上信泰 - 信貞 - 師国 - 満清 - 頼清

### 小笠原氏の内紛と村上氏の再興
実力者小笠原政康の死後、小笠原氏惣領職をめぐって政康の長男の小笠原宗康と京都にあって将軍家の奉公衆を勤めた政康の甥（兄の子）の小笠原持長との間で家督相続をめぐって争いが起きた。持長は結城合戦や赤松満祐の討伐でも功績があり、幕府の実力者管領畠山持国とも縁戚関係にあり、問題を複雑化させた。
しかし、現状を鑑みれば、在京期間が長く、信濃国と縁の薄い持長では信濃の国人を治めきれないと判断され小笠原宗康が信濃守護職に補任された。だが、小笠原氏は府中の持長方と伊賀良の宗康方とに分かれ、それにともない国人衆も二派に分裂して対立が続いた。文安3年（1446年）、小笠原宗康は弟の小笠原光康に後援を頼み、自身が討ち死にした場合は光康に惣領職を譲り渡すと取り決め、漆田原で持長軍と戦ったが敗れて討ち死にしてしまった。持長は宗康を討ち取りはしたが、家督は光康に譲られていたため、幕府は守護職と小笠原氏惣領職を光康に与えた。その結果、持長と光康の対立は続いた。
その戦乱の中で村上氏は着実に勢力の回復を図り、中信濃と南信濃に分かれて対立する小笠原氏を尻目に北信濃を手中に収めていった。
この当時の村上氏の当主は、頼清の子、または孫と思われる政清であった。政清は享徳の乱の際には反幕的態度を取り、寛正4年（1463年）に幕命により越後から侵入した上杉右馬頭が足利成氏に通じる高梨政高を攻撃し、政高がこれを中野付近で討ち取った際には高梨氏を支援している。
応仁元年（1467年）、海野氏が領していた小県郡塩田荘を奪い、応仁2年（1468年）には海野荘に攻め入り千葉城（せんばじょう、現・長野県上田市洗馬）の詰口を奪いこの時陣中から頭役料を諏訪上社に送っている。文明2年（1470年）海野氏の一族が支配する矢沢（現・上田市）でも戦っており村上郷から坂木郷に本拠を移したことで海野氏と境を接し摩擦を増し続いていたものと考えられる。一方善光寺平の高井郡や水内郡にも進出し文正元年（1466年）高井郡山田郷で井上満貞と戦い、同年の満貞死去はこの合戦との関係や高梨氏との挟撃にさらされたことが考えられる。

## 戦国時代

### 戦国大名としての躍進と没落
村上政清、村上政国父子は近隣の有力国人海野氏幸を討ち、小県郡から佐久郡へと勢力を拡大していった。政国の子である村上顕国の事跡は詳しく分かっていないが、佐久郡の有力豪族大井氏を服属させ、大井氏の後ろ盾として甲斐国から佐久郡に侵攻を始めた武田氏との抗争、北部では高梨氏を圧迫し勢力を広げていったとされる。明応4年（1495年）には高梨政盛と善光寺を巡って争いこれを焼失させ、この時高梨氏は本尊を本拠地に持ち帰ったとされている。また1505年配下の小川氏が背いたため香坂氏や大日方氏に命じて攻略させている。一説には政国は「頼清」と顕国から「頼平」（頼衡）とも名乗ったとされ、政国（頼清）、顕国（頼平）の時代の信濃村上氏が源氏の名門として再興するだけの実力を備えていたことを推測させる（ただしこの時期の村上氏の系図が混乱していることは前述した通りである）。その子村上義清の時代に佐久郡を武田信虎に奪われるが、武田氏・諏訪氏と手を組んだ海野平の戦いで海野氏や真田氏ら小県郡に残っていた滋野氏一党を駆逐することに成功した。また、甲斐国の武田信玄との抗争に際しては、それまで敵対していた高梨氏と手を結んで2度まで撃退した。しかし配下の屋代氏などの離反で敗れ、北信濃を追われることになる。その後の義清は越後国の上杉謙信の客将となって失地回復を図ったが成功することはなかった。

## 安土桃山時代・江戸時代
義清の子の村上国清（山浦国清）が武田氏滅亡後一時的に信濃に復帰するも、上杉氏の家臣としての立場であった。国清は独自で各大名家と書状のやり取りをしていたことを上杉景勝に他家に内通と疑われ、勤めていた海津城代を辞めさせられ、家臣も四散して没落し、歴史から姿を消す。国清以降の信濃村上氏については水戸家に仕官した庶流など各説あって定かではない。また、村上氏諸氏の一部は上野国、下総国等の国々に飛散してしまったといわれる。なお、安土桃山時代に登場した村上頼勝は信濃村上氏の一族と称している。

## 現在の村上氏
村上氏は全国でも上位にある大族である。しかし、多くは瀬戸内海地方（広島県、岡山県、愛媛県、香川県、山口県）に多く、それらは村上水軍の村上氏の末裔やそれに由来する人々で、信濃の村上諸氏の子孫は新潟県や埼玉県、千葉県等の一部に見られるがそれほど多くはない。2005年長野県坂城町において「村上サミット」が開催。
村上氏の末裔といわれる墓標は長野県上水内郡飯綱町に現存している。

## 信濃村上氏の後裔となる氏族
屋代氏（矢代氏）、平地氏、滝沢氏、東条氏、室賀氏、雨宮氏、清野氏、安川氏、波多氏、百瀬氏、上条氏、下条氏、飯田氏、島本氏、福沢氏、出浦氏、小野澤氏、力石氏、山田氏、平屋氏、今里氏、二柳氏、夏目氏、小野氏、岡田氏、古池氏(小池氏)、小泉氏、三川氏、牧島氏、吉田氏、安藤氏、上野氏、西川氏、林氏、栗田氏、千田氏、山浦氏、吾妻氏、倉科氏、塚田氏、福島氏など。

## 系譜
```
<平安時代後期‐南北朝時代>　　　※ 太線は実子、細線は養子。
```

```
  
源頼清

　　┃
　 
仲宗

　  ┣━━━┓
　 
顕清
    
仲清

　  ｜　　　┣━━━┓
　 
為国
    
盛満
    
宗清

　　　　　　┃
　　　　 
村上為国

　  ┏━━━╋━━━┳━━━┳━━━┓
　 
信国
    
泰遠
 　 
安信
    
経業
    
基国

　  ┃　　　┃　　　┃　　　┃　　　┃
　 
信実
    
信次
 　 
信村
    
頼時
    
惟基

　　　　　　┃　　　┃
　         
惟信
 　 
胤信

　  ┏━━━━━━━┻━━━━━━━┓
　 
信泰
                            
義康

　  ┣━━━┳━━━┓　　　  　　　┃
　 
義光
    
国信
 　 
信貞
         　 
房義

　  ┣━━━┓　　　┣━━━┓　　　┃
　 
朝日
    
義隆
 　 
師国
    
師貞
    
義久

　　        　　　　┃　　　  　　　┃
　                 
満信
         　 
貞代

　　        　　　　                ┃
　                                 
宗康
```

```
<室町時代中期‐戦国時代>
```

```
 
村上頼清

　　┃
　系不詳
　　┃
　 
政清

　　┃
　 
政国

　　┃
　 
顕国

　　┃
　 
義清

　  ┣━━━┳━━━┳━━━┳━━━┓
　 
義勝
    
義利
 　 
義照
    
義邦
    
国清
（山浦景国）
　　        　　　　                ┃
　                              
山浦上杉家
へ
```